# Megasema maculata
Megasema maculata là một loài bướm đêm trong họ Noctuidae.